# Karoo

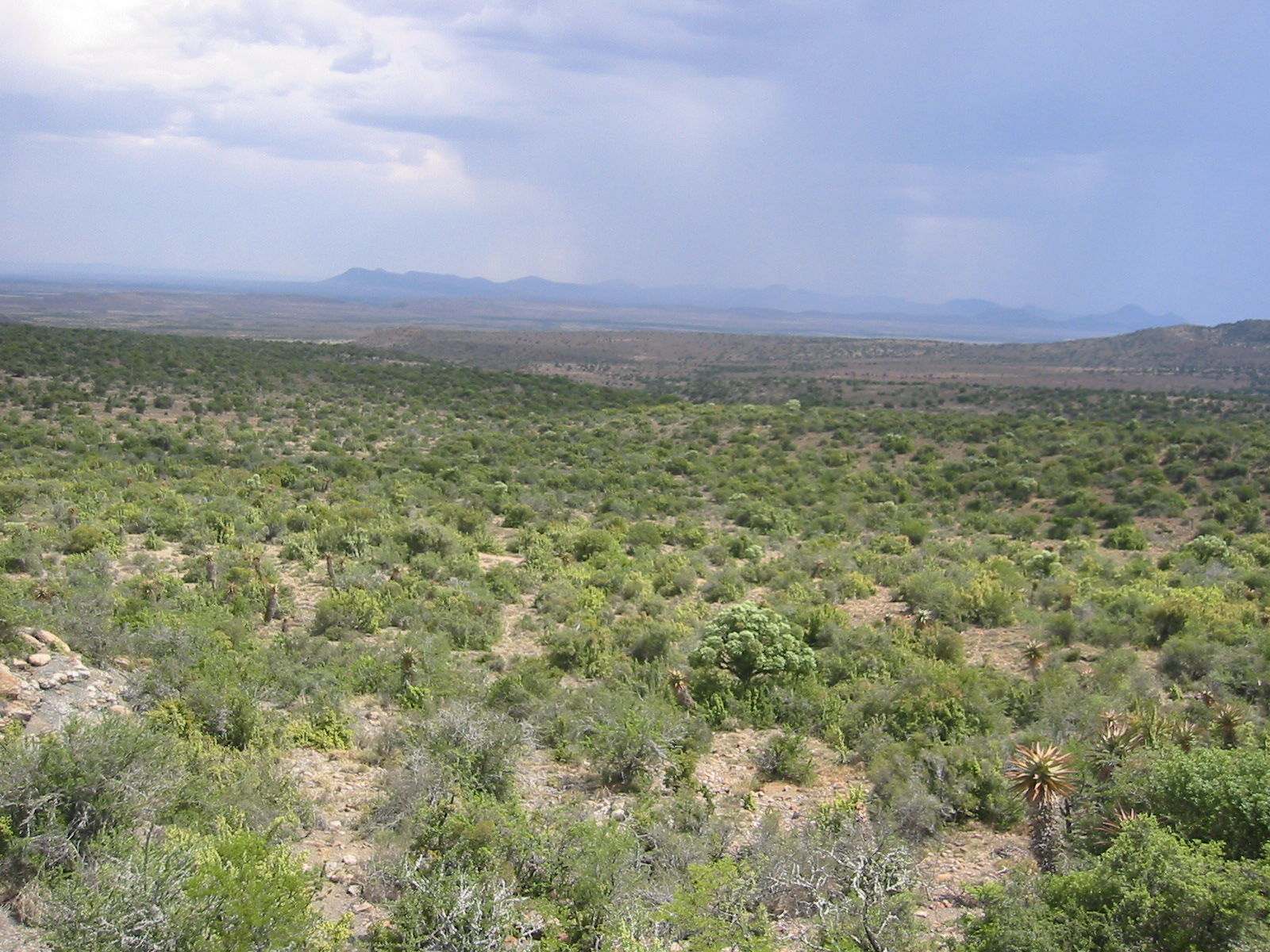
Blick über den Karoo-Nationalpark

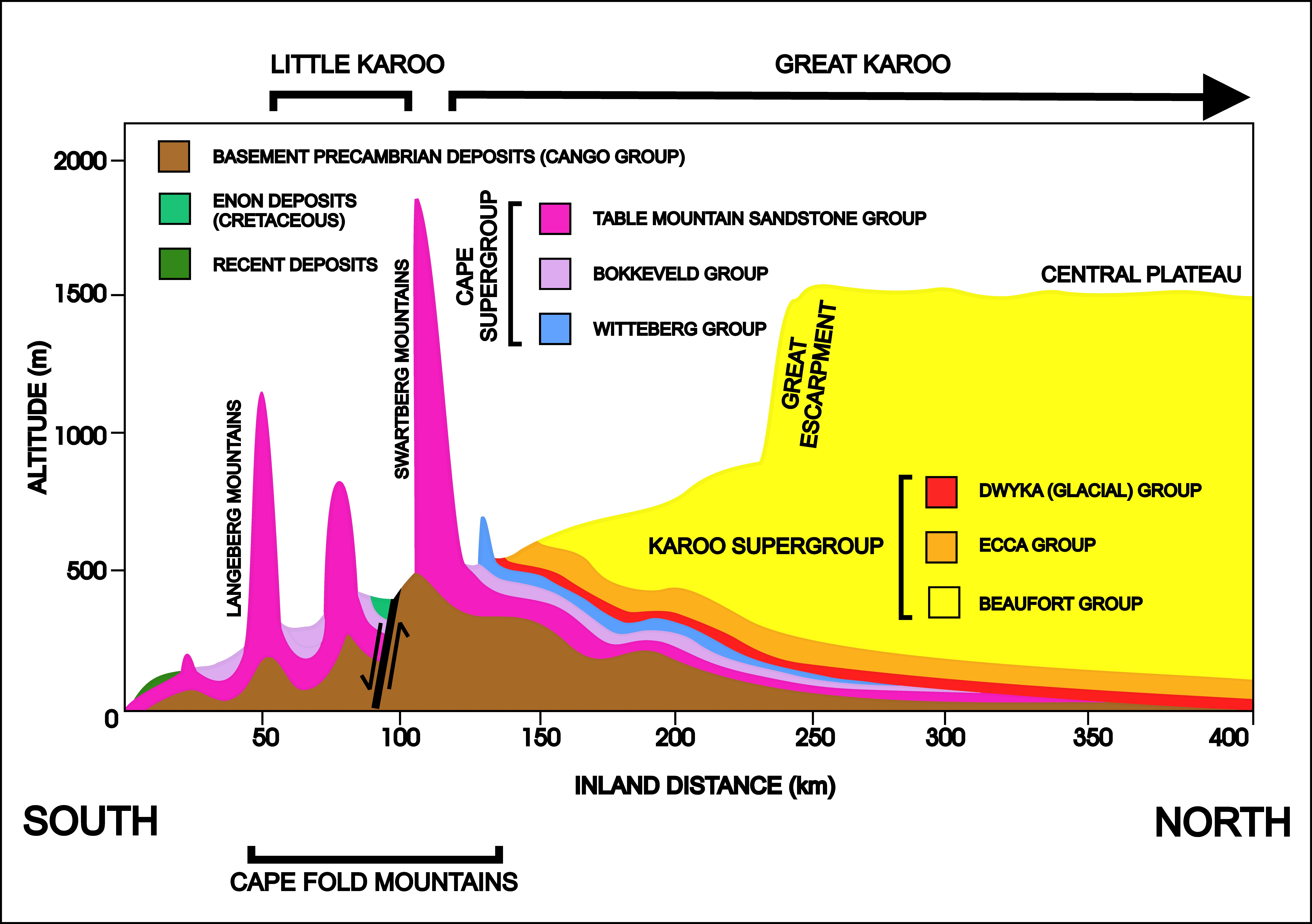
Schematischer Süd-Nord-Querschnitt des Kap-Faltengebirges und der Karoo-Regionen auf Basis ihres geologischen Aufbaus

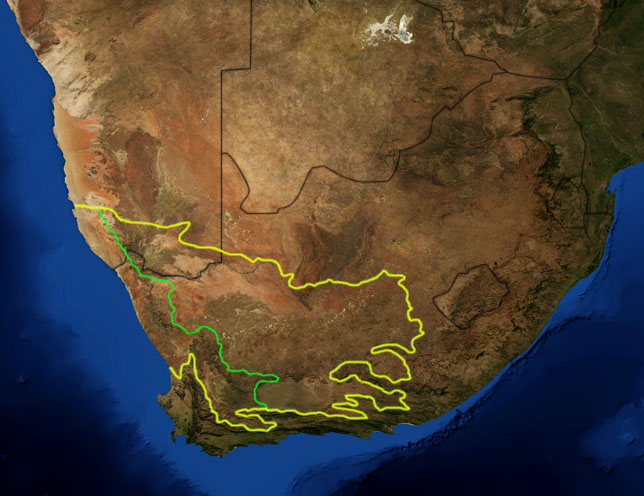
Die beiden Ökozonen der Karoo nach WWF
Grenze der Karoo-Region
Grenze zwischen Sukkulentenkaroo im Westen und Nama-Karoo im Osten

Die Karoo (auch Karroo, früher Karru) ist eine Halbwüstenlandschaft in den Hochebenen des Landes Südafrika, nördlich der Großen Randstufe und im südlichen Namibia. Unterschieden werden Kleine Karoo, Große Karoo und Obere Karoo sowie Sukkulentenkaroo und Nama-Karoo. Mit einer Ausdehnung von 500.000 km² umfasst die Karoo fast ein Drittel des Territoriums Südafrikas. Die Sukkulentenkaroo gehört zu den Biodiversitäts-Hotspots der Erde und wird u. a. im Rahmen von BIOTA AFRICA systematisch kartiert.

## Begriff, Ausdehnung des Gebietes und Gliederungsmöglichkeiten
Der Name Karoo kommt von kurú aus der Sprache der San, die einst hier lebten und jagten. In deren Sprache bedeutet dieses Wort „trockenes, dürres, steiniges Land“. Die europäischen Einwanderer, überwiegend niederländischer Abstammung, übertrugen diesen Begriff auf die Vegetation dieser Landschaften. Sie selbst nannten diese Regionen in ihrer Sprache droogeveld, was deutsch „trockenes Feld“ bedeutet.
In Südafrika ist der Begriff mit mehrdeutigen Auslegungen verbunden. Von Botanikern, Farmern, Geographen und Geologen gibt es dazu verschiedene Auffassungen. Deren variable Sichtweisen haben demzufolge auch in der Kartographie ihren Niederschlag gefunden, die in Atlanten verschiedene Ausdehnungen der Karoo zeigen.
Die Abgrenzung des Karoo-Begriffs als Ausdruck seiner geographischen Ausdehnung kann aus der Komposition edaphischer, geologisch-geomorphologischer, klimatischer und geobotanischer Merkmale abgeleitet werden. Der so umrissene Landschaftscharakter gilt weltweit als einmalig und weist nur mit dem algerischen Steppenhochland der Schotts gewisse Ähnlichkeiten auf. Abweichungen hiervon ergeben sich jedoch bei einer ausschließlich botanisch oder geologisch bestimmten Umschreibung der Landschaften.
Die Karoo als Landschaft im allgemeinen Verständnis ist eine südafrikanische Trockenregion innerhalb der Provinzen Westkap, Ostkap und Nordkap sowie im Süden Namibias. Verbreitet ist daher die Auffassung von zwei sich unterscheidenden Regionen: Große Karoo und Kleine Karoo. Nach geographischen Gesichtspunkten hatte sich eine Auffassung von drei Abschnitten entwickelt. Das ist die Untere Karoo (Kleine Karoo) ein Becken mit durchschnittlichen Höhen um 250 bis 400 m zwischen den Ketten der Langeberge mit den sich anschließenden Outeniqua-Bergen (südlich) und der Swartberge (nördlich), die Mittlere Karoo (Große Karoo) von etwa 600 bis 900 m zwischen den Kapgebirgen und der Großen Randstufe sowie die Obere Karoo (Central Plateau, gelegentlich als „Highveld“ bezeichnet), von der Großen Randstufe im Mittel abfallend von 1800 auf 1000 m ü. M. zum Oranje-Fluss.

### Große und Kleine Karoo
Die Große Karoo besitzt eine West-Ost-Ausdehnung von über 750 Kilometern und eine Nord-Süd-Ausdehnung von etwa 110 Kilometern. Sie wird im Westen vom Massiv der Zederberge und im Osten durch die Winterberge begrenzt. Im Norden bilden die Höhenzüge Roggeveldberge, Komsberg, Nuweveldberge und Sneeuberg und im Süden die der Witteberge, Groot Swartberge und die Groot Winterhoek die natürliche Begrenzung.
Südlich dieser Region, begrenzt durch die Swartberge im Norden, erstreckt sich in einem Ausräumungsbecken die Kleine Karoo. Diese wird wiederum an ihrer südlichen Flanke von den küstennahen Langebergen und Outeniqua-Bergen begrenzt.
Anders als in dieser traditionellen Gliederung, wird die Karoo nach vegetationsgeographischen Gesichtspunkten in einen östlichen Teil, die Nama-Karoo, und einen westlichen Teil, die Sukkulenten-Karoo, gegliedert, wobei auch die Gesamtausdehnung der Karoo nach diesem Konzept von jener der traditionellen Betrachtungsweise abweicht.

### Nama-Karoo
Nach moderner Auffassung werden auch Landschaften nördlich der oben beschriebenen Großen Karoo, ab Teekloof-Pass, Fraserburg und Snyderspoort im südöstlichen Teil des Distriktes Namakwa bis nördlich des Oranje-Flusses nach Namibia, als zur Karoo-Region gehörend betrachtet und größtenteils mit dem Begriff „Nama-Karoo“ (früher Obere Karoo) belegt.

### Sukkulentenkaroo
Westlich der Nama-Karoo erstreckt sich die sogenannte „Sukkulentenkaroo“ im Norden der Provinz Westkap, im Westen der Provinz Nordkap und im Südwesten Namibias die Küste entlang. Sie nimmt eine Fläche von etwa 110.000 Quadratkilometer ein. „Sukkulentenkaroo“ ist ein vegetationstopographischer Begriff. Dieser Vegetationsraum besitzt einen südöstlichen Ausläufer, der sich östlich der Zederberge mit der Landschaft der Großen Karoo überschneidet. Ihr küstennaher Abschnitt ist die Knersvlakte. Hier finden sich rund 1700 Sukkulentenarten.
Ein weiterer vegetationstopographischer Begriff ist Strauchkaroo, der ein Gebiet mit einer typischen Pflanzengesellschaft der ariden Gebiete in den Provinzen Westkap, Nordkap, Ostkap und Freistaat bezeichnet. Diese Zone nimmt etwa ein Drittel des südafrikanischen Staatsgebiets ein.
Die Sukkulentenkaroo steht seit Ende Oktober 2016 auf der Tentativliste Namibias zur Ernennung als namibisches Welterbe.

## Landschaften

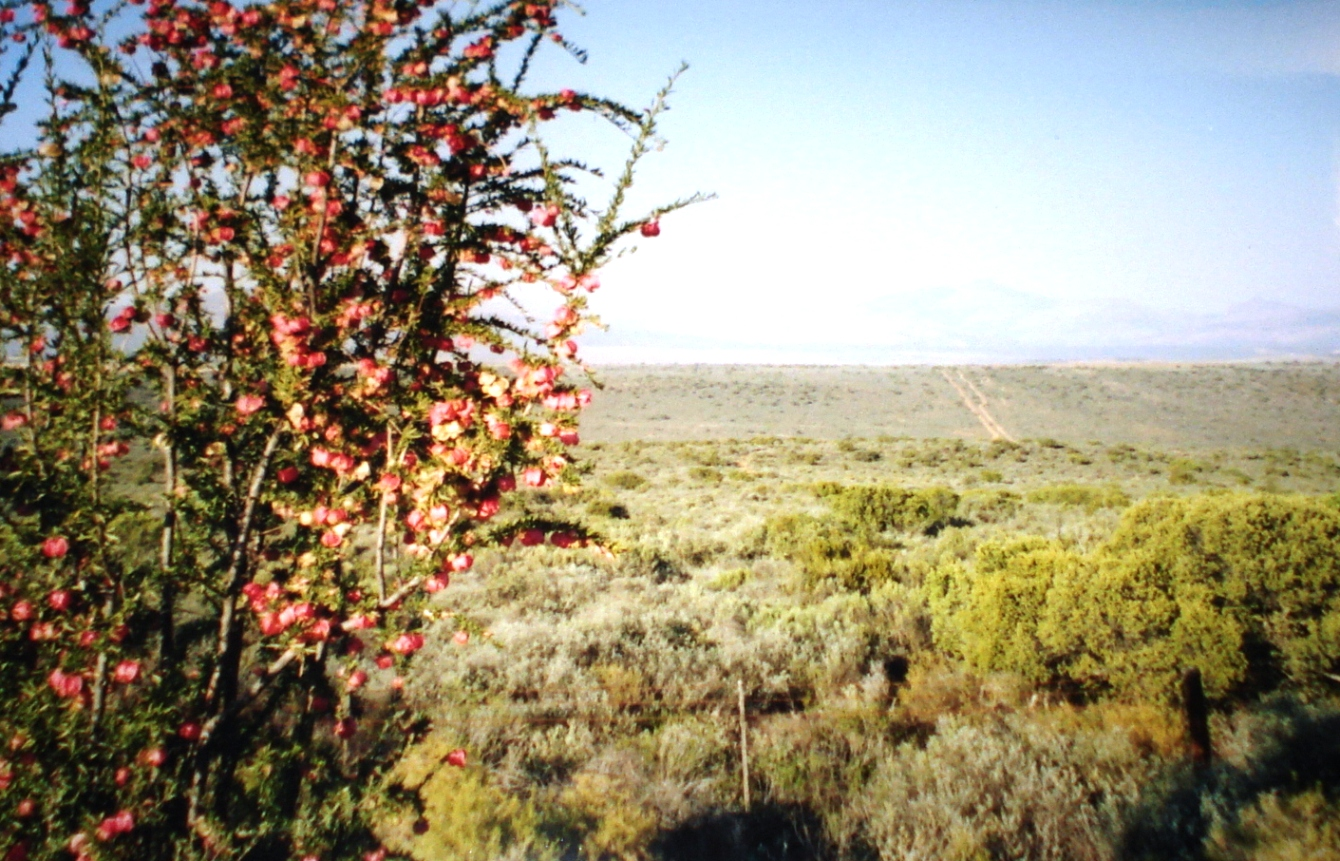
Landschaft in der Kleinen Karoo
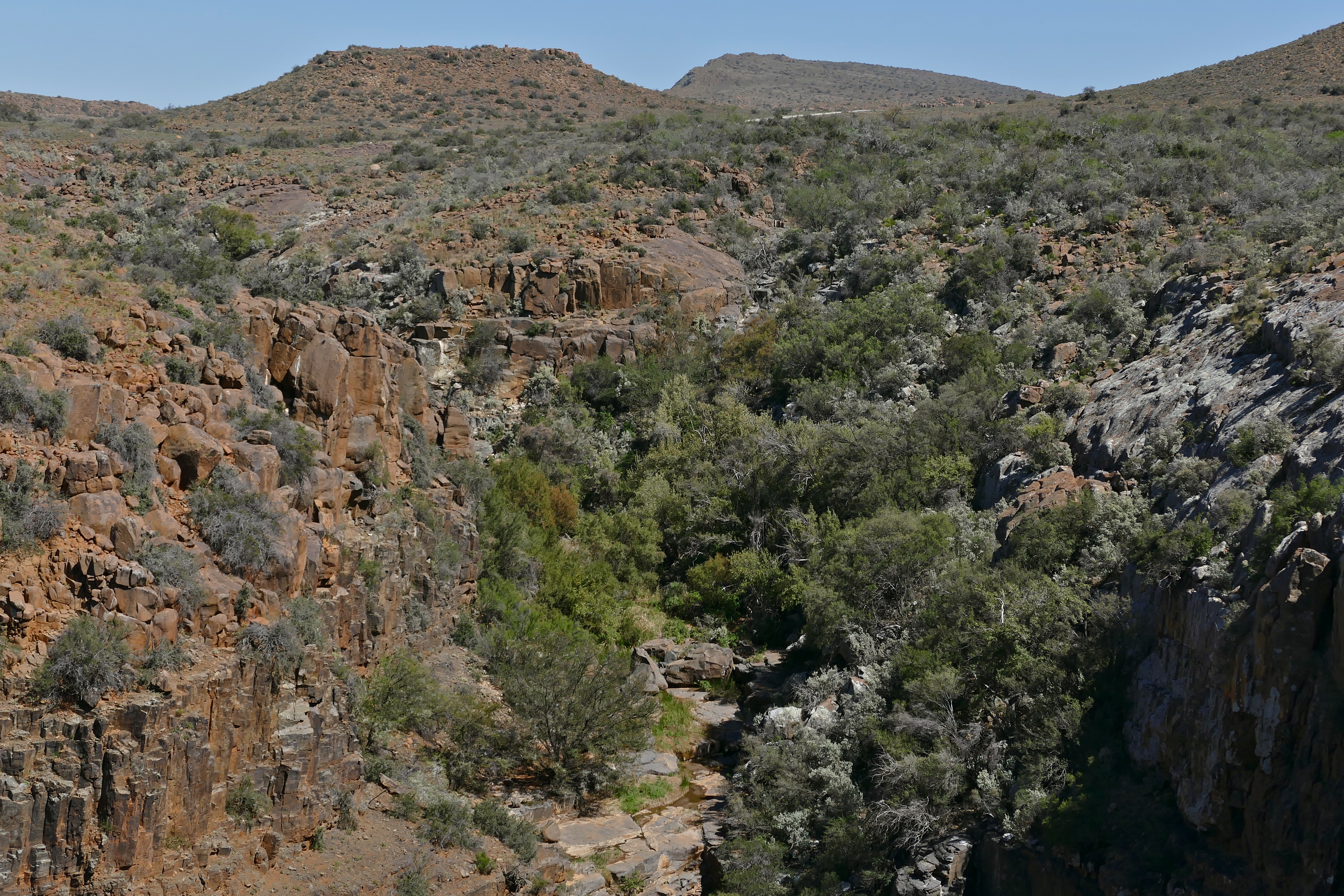
Große Karoo: Der Rooiwalle Canyon am Klipspringer-Pass (Western Cape)
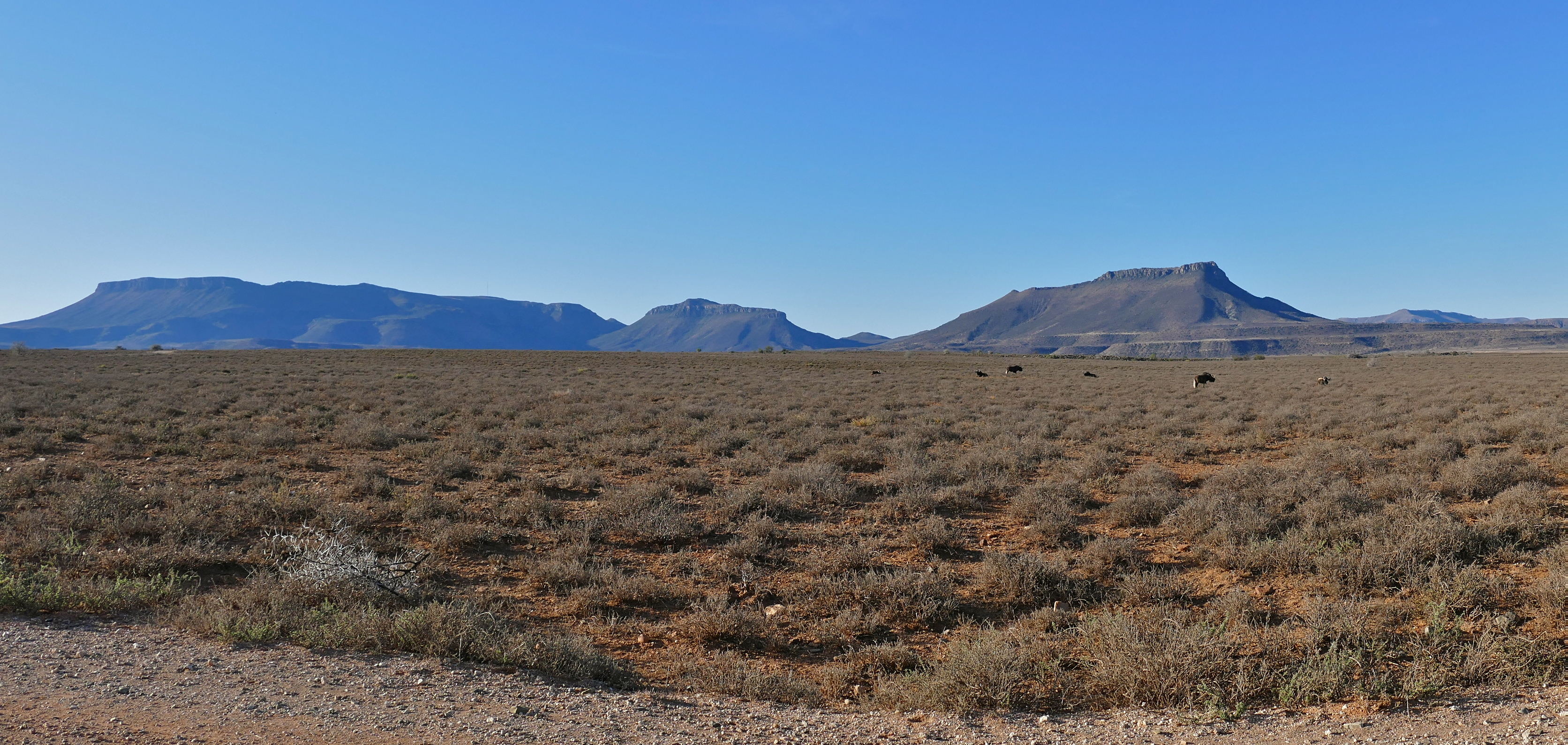
Weißschwanzgnus im Camdeboo-Nationalpark
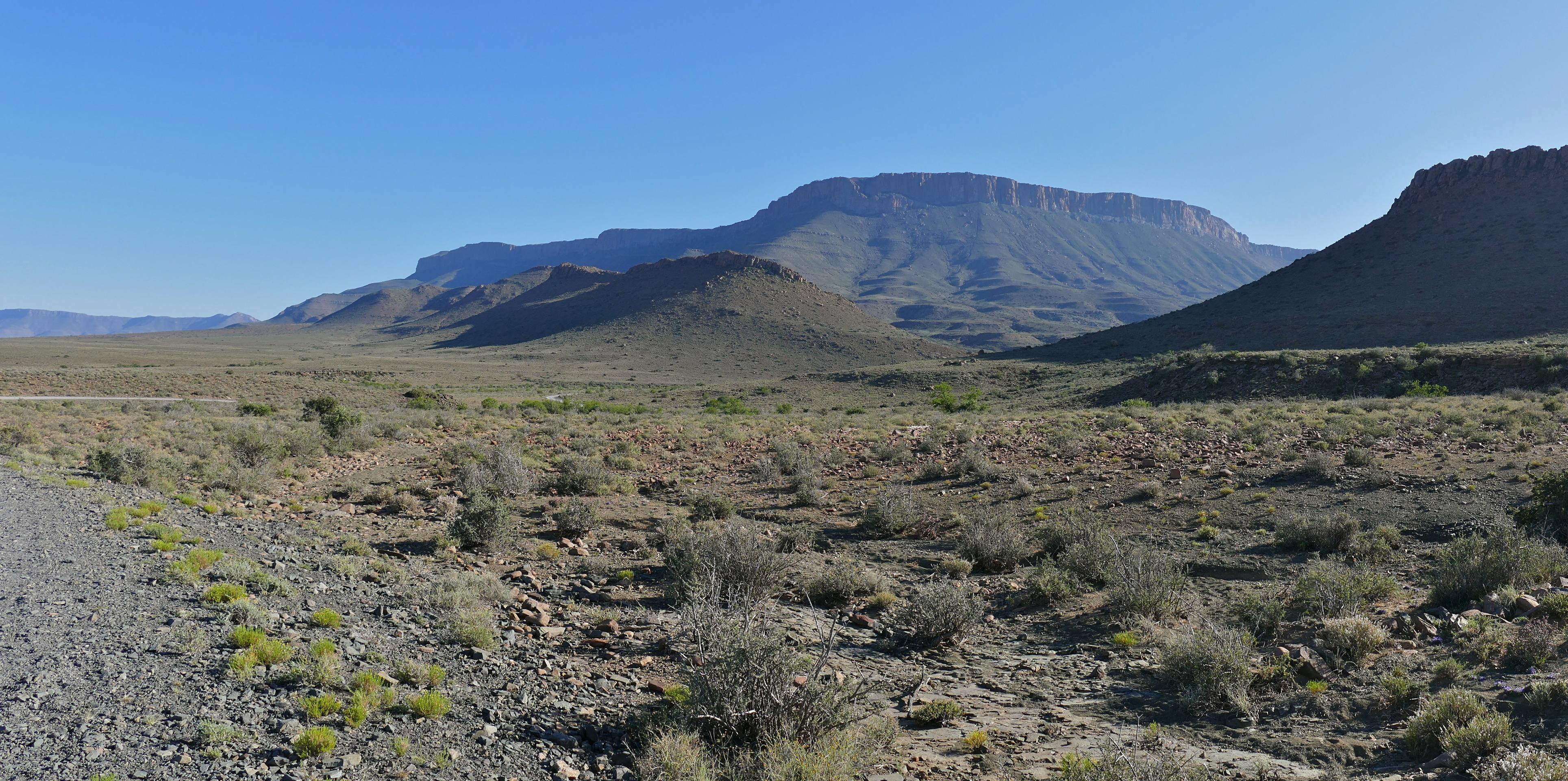
Große Karoo: Nuweveld Mountains, ein Abschnitt der Großen Randstufe (Western Cape)
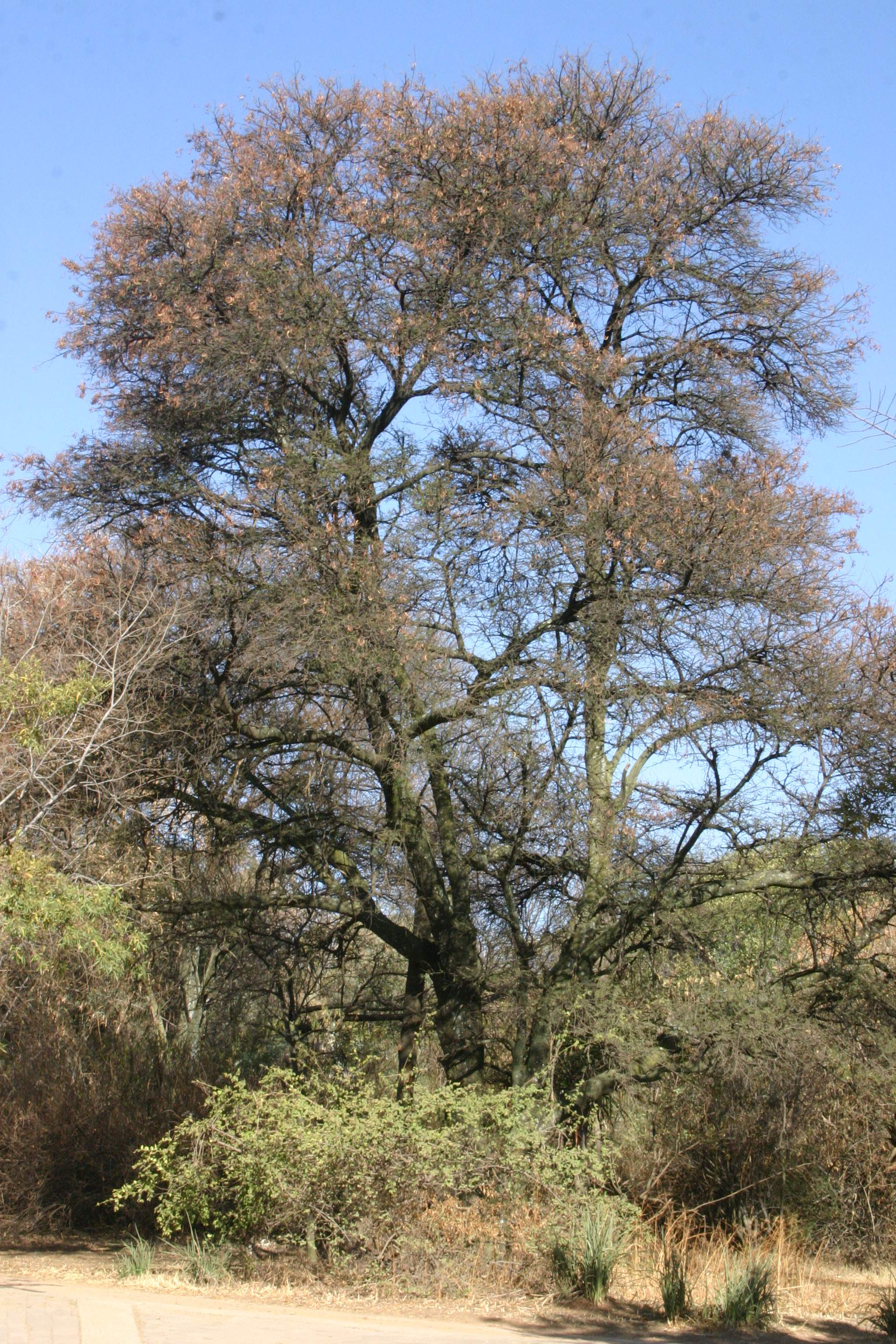
Eine Karoo-Akazie im Winter
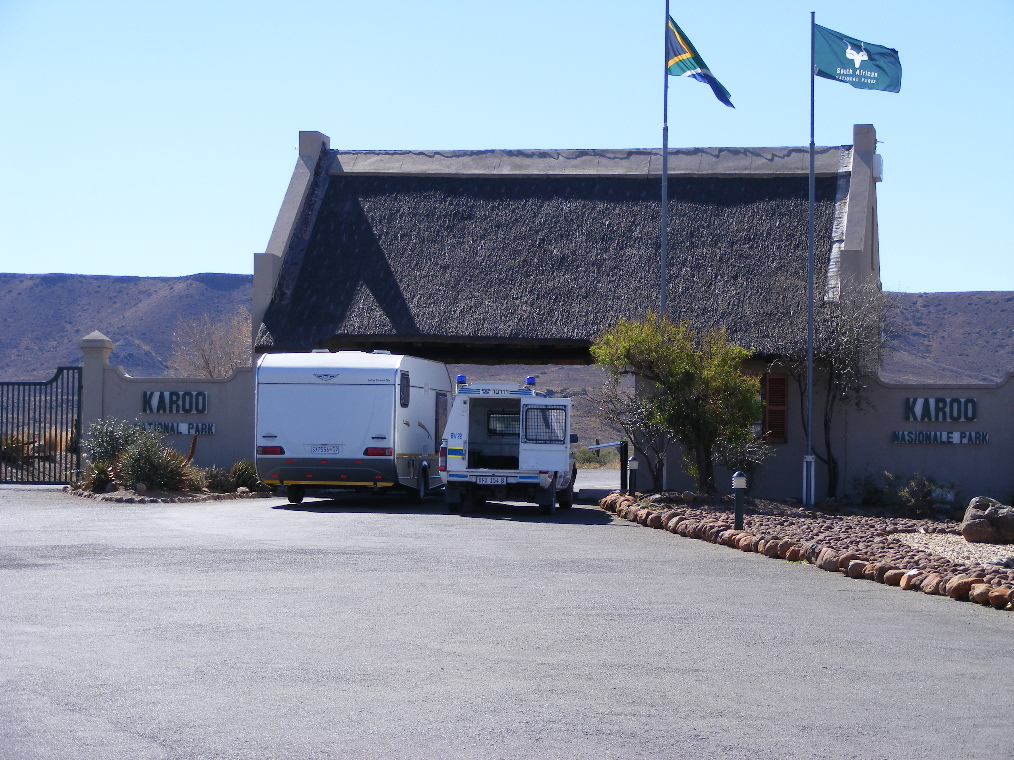
Eingang zum Karoo-Nationalpark bei Beaufort West

## Nationalparks und Schutzgebiete
Der Karoo-Nationalpark bei Beaufort West ist ein relativ kleines Schutzgebiet am Nordrand der Großen Karoo. Weiterhin existieren der Tankwa-Karoo-Nationalpark bei Tweefontein und der „Gondwana Sperrgebiet Rand Park“ in Namibia.

## Geschichte und Wirtschaft
Die Karoo blieb bis 1800 von außerafrikanischen Siedlern nahezu unberührt. Bis dahin durchquerten große Herden von Antilopen, Zebras und anderen großen Wildtieren die grasbewachsenen Flächen der Region. Die Wildbeutergruppen Khoi und San durchwanderten die Karoo in ihrer gesamten Ausdehnung. Weder Europäer noch afrikanische Bantu waren aufgrund der trockenen klimatischen Verhältnisse an einer Besiedelung interessiert. Die beiden ethnischen Hauptgruppen, die in der Karoo ansässig waren, unterschieden sich signifikant in ihrer Lebensführung: Die Khoi züchteten Schafe und Rinder, während die San als Jäger und Sammler lebten. Mit der Besetzung der Karoo durch Europäer wurde das sensible klimatische Gleichgewicht aufgrund von übermäßiger Schafzucht und dem damit verbundenen Abgrasen der Weiden verändert. Die Landschaft nahm langfristig Schaden und die halbwüstenartigen Areale dehnten sich erheblich aus. Dieser Prozess begann zum Ende des 18. Jahrhunderts mit der Herdenhaltung des Merinowollschafs. Die Bodenerosion verstärkte sich nach dem Zweiten Weltkrieg durch die Ausbreitung der Karakulschafherden (Persianerfell) aus Namibia.
Mitte des 19. Jahrhunderts wurde das Eisenbahnnetz vom südlich gelegenen Worcester in die Karoo ausgedehnt. Im Zuge der stetig extensiver betriebenen Landwirtschaft in der Kleinen Karoo kam es zum Bau von Eisenbahnstrecken in und zu dieser Region. Besonders der Anbau und die Ausfuhr der Luzerne als Futtermittel machte einen effektiven Transport großer Warengutmengen erforderlich. Diese Entwicklung hatte wesentlichen Einfluss auf den Bau von Eisenbahnstrecken, wie beispielsweise: Port Elizabeth–Klipplaat (1880), Klipplaat–Willowmore–Oudtshoorn-Mossel Bay/Calitzdorp (1903) und Touwsrivier–Ladismith (1904). Anschlüsse an Betschuanaland, Südwestafrika, Johannesburg, Rhodesien und weit darüber hinaus folgten. Diese Veränderung hatte weitreichende soziale, ökonomische und ökologische Folgen.
Während des Zweiten Burenkrieges (1899–1902) wurden die Karoo an zahlreichen Fronten in den Konflikt mit einbezogen. In einem blutigen Guerillakrieg gab es auf beiden Seiten hohe Verluste. Viele heute verlassene Blockhütten können an strategischen Punkten in der Großen Karoo besichtigt werden.
Heute bildet die Schafzucht immer noch das wirtschaftliche Rückgrat der Karoo. Wo künstliche Bewässerung möglich ist, existieren andere landwirtschaftliche Formen. Weitere wirtschaftliche Bereiche wurden durch Farmen mit Wildtieren sowie den Ausbau des Tourismus eröffnet. Seit Ende des 20. Jahrhunderts werden verstärkte Anstrengungen für den Naturschutz unternommen.
Am nordwestlichen Rand der Karoo, im Distrikt Namakwa, werden bei Okiep und Nababeep Kupfererze gewonnen. Der moderne Kupferbergbau hat seine Wurzeln in voreuropäischen Schürfungen und Metallverarbeitungen der einheimischen Bevölkerung. Deren Kupfergeschirr erregte im Tauschhandel die Aufmerksamkeit der Europäer. Der Gouverneur der Kapprovinz Simon van der Stel beauftragte daraufhin eine Expedition in das Namaqualand. In deren Folge kam es ab 1852 zum organisierten Kupfererzbergbau durch Weiße.

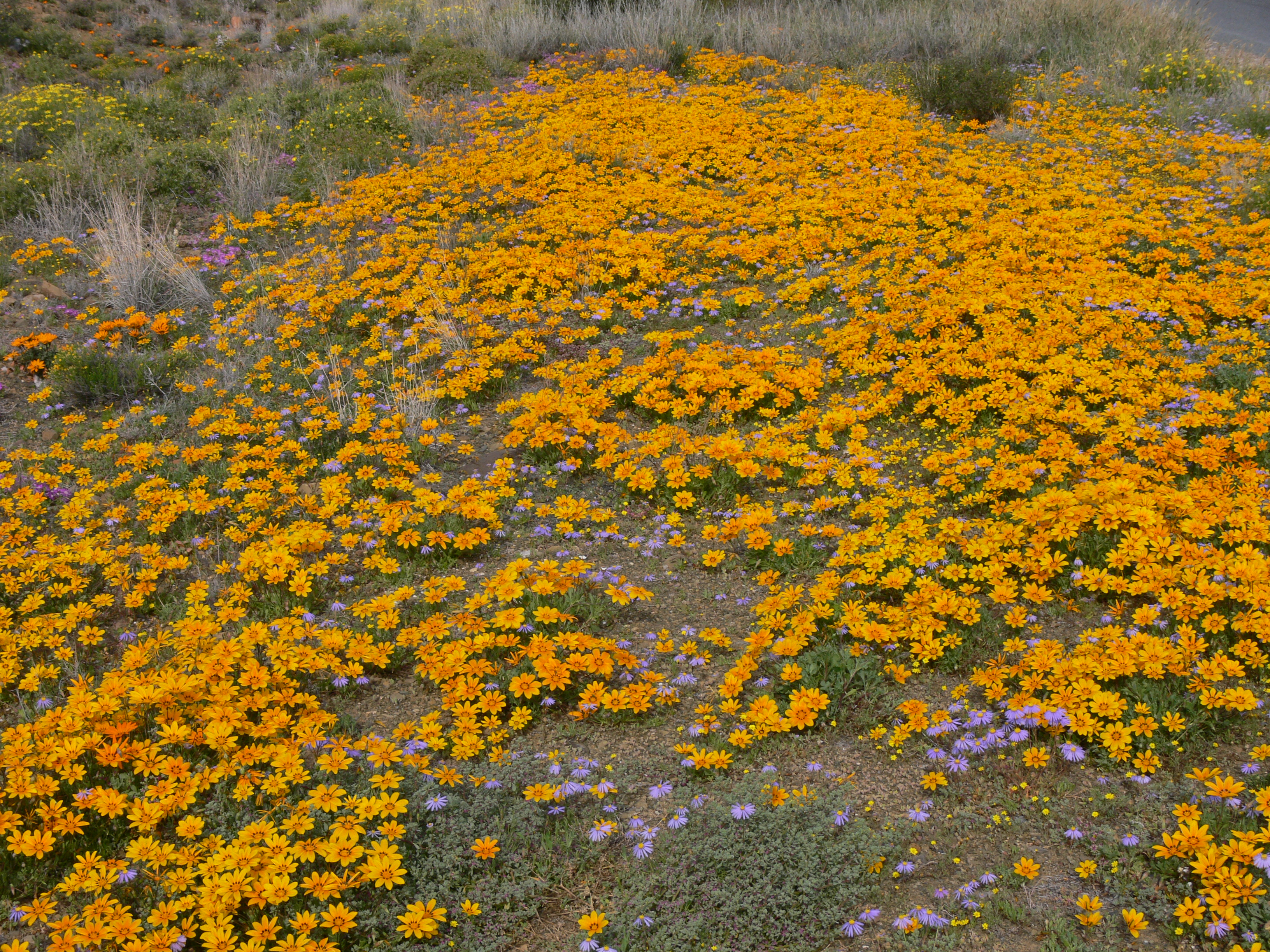
Bei Laingsburg
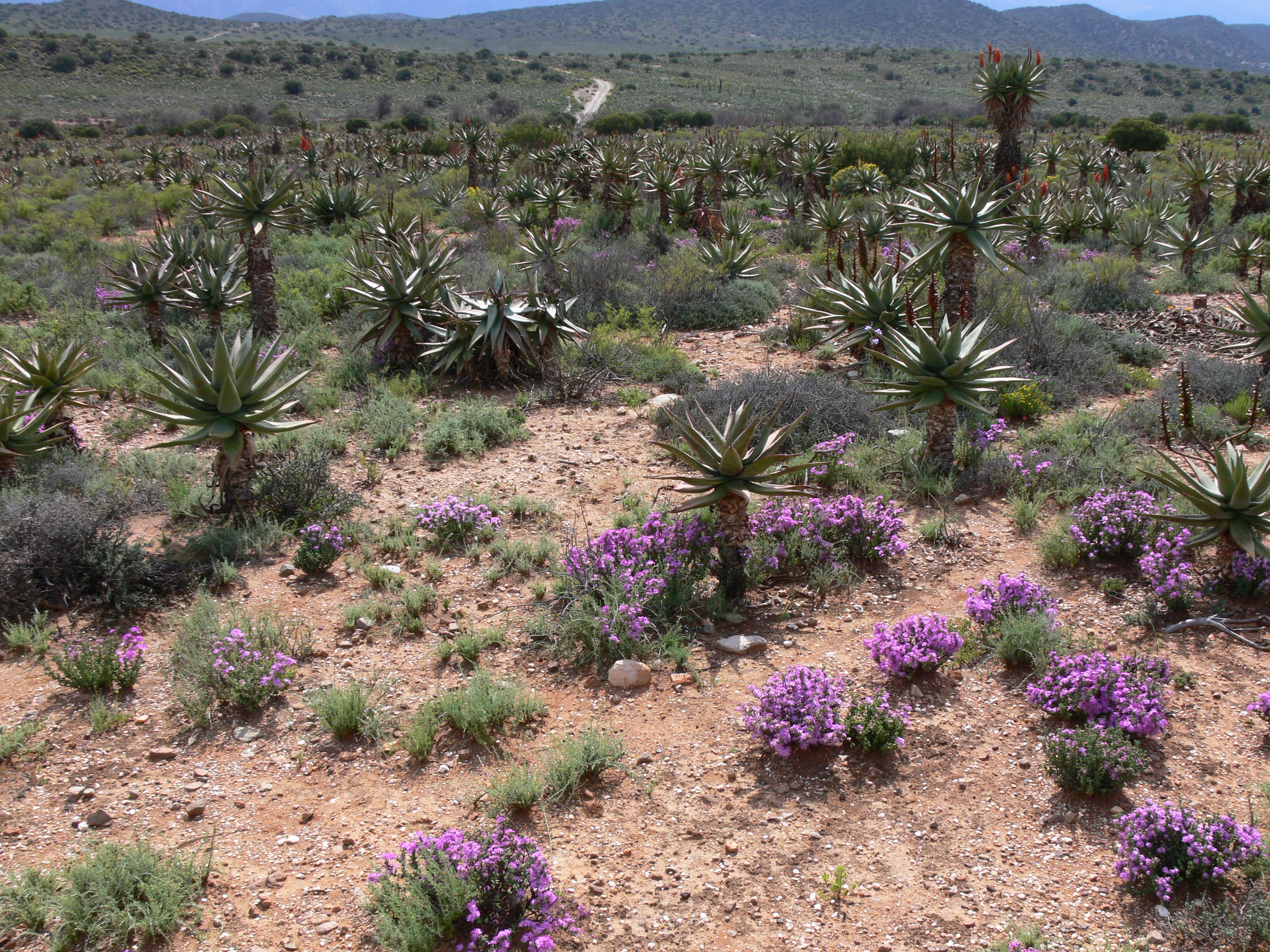
Bei Willowmore
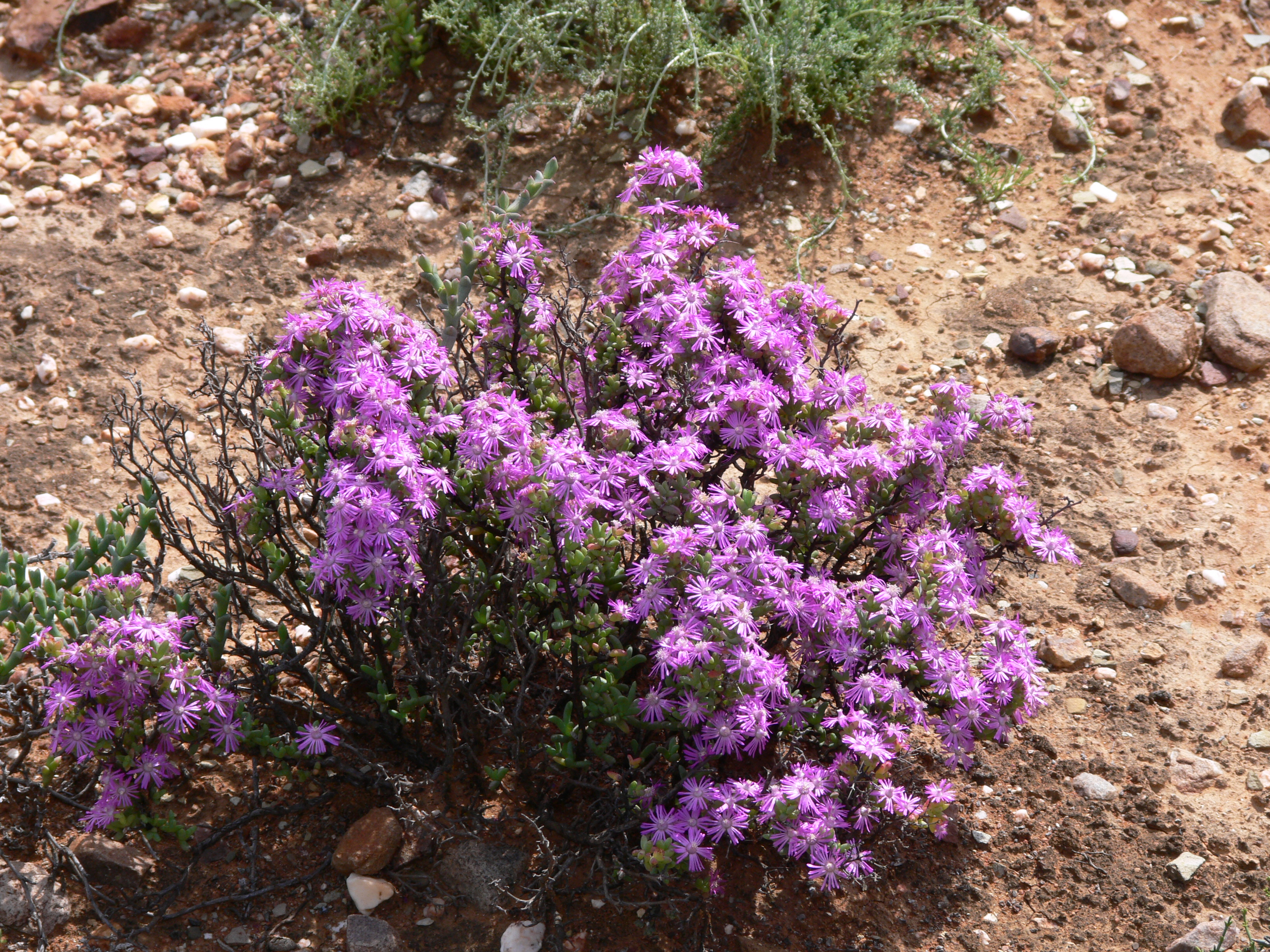
Bei Willowmore
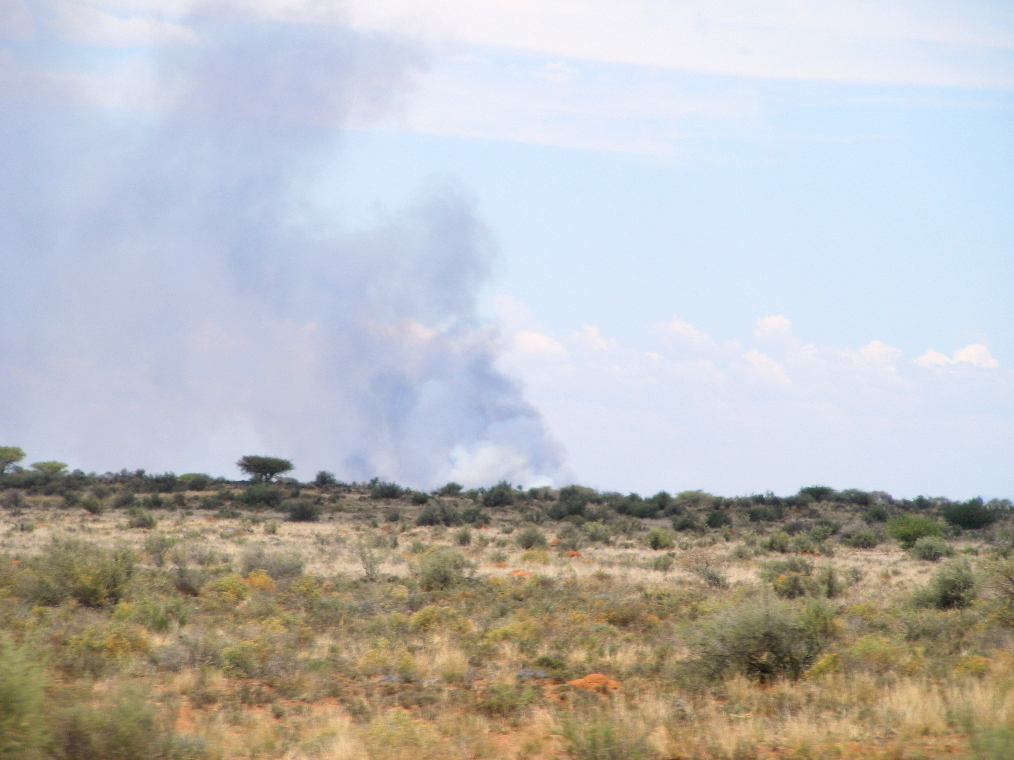
Bei Britstown

## Klima
Die Karoo ist von den Bergketten des Randgebirges umgeben. Die feuchten Seewinde regnen sich bereits an den Luv-Seiten der Berghänge ab, so dass das Land hinter den Bergen weitgehend trocken bleibt. Deshalb ist das Klima arid, mit Niederschlägen unterhalb von 500 Millimetern im Jahr und weniger als 200 Millimetern im wüstenartigen Nordosten. Im östlichen Teil fällt der wenige Niederschlag vor allem im Sommer. In den weiter westlichen und nördlichen Gebieten fällt der Niederschlag eher im Winter. Während die Sommer heiß sind, können die Winter sehr kalt sein.

## Vegetation und Fauna
Neben dem benachbarten Fynbos-Gebiet beherbergt die Karoo weitere typische Pflanzenarten der Flora des südlichen Afrikas. Bekannt ist die Karoo für die Vielfalt sukkulenter Arten, insbesondere der Mittagsblumengewächse. Bei ausreichendem Winterregen überziehen sich die Ebenen mit blühenden Pflanzenteppichen, etwa im Namaqualand.

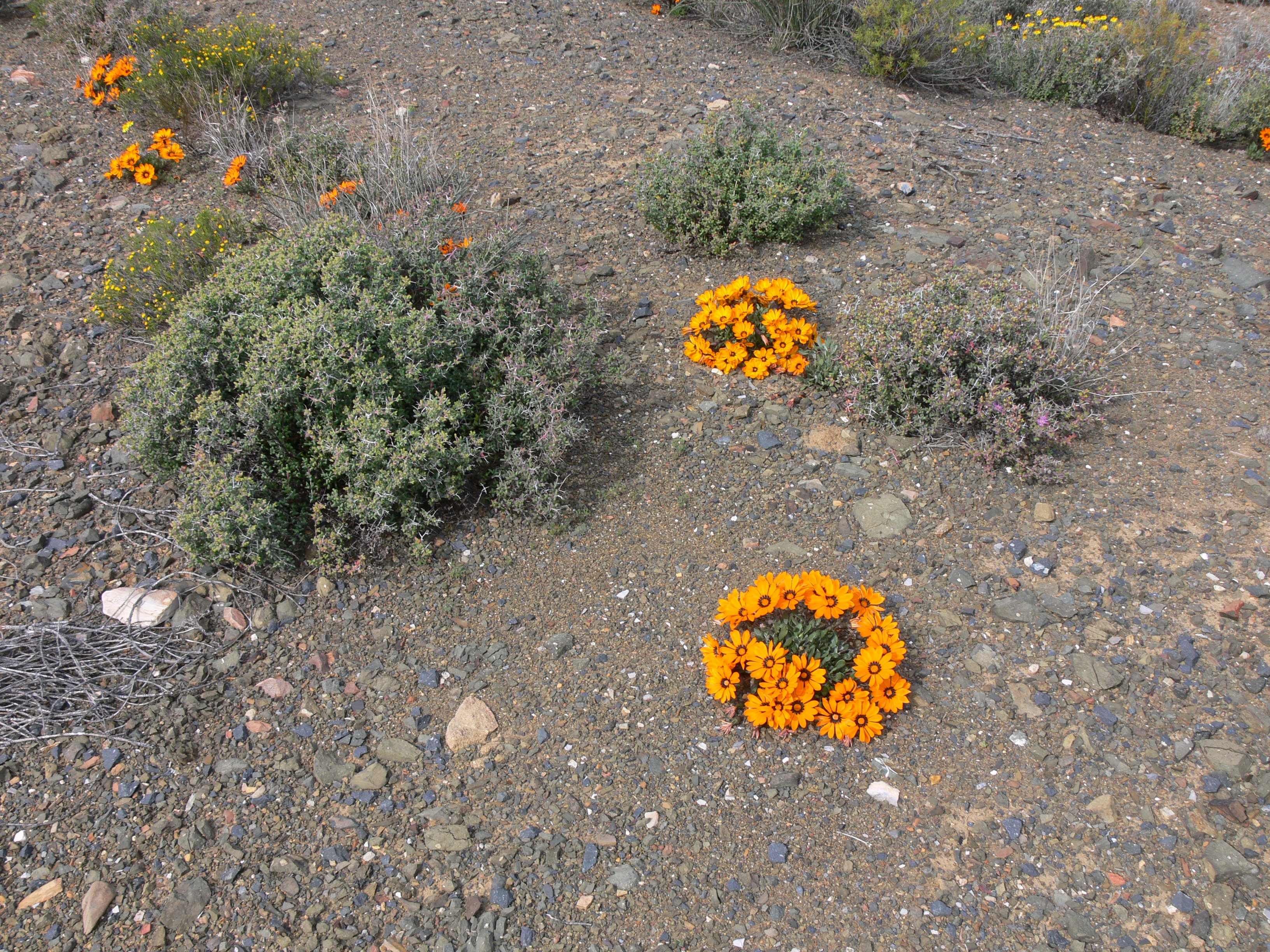
Bei Laingsburg
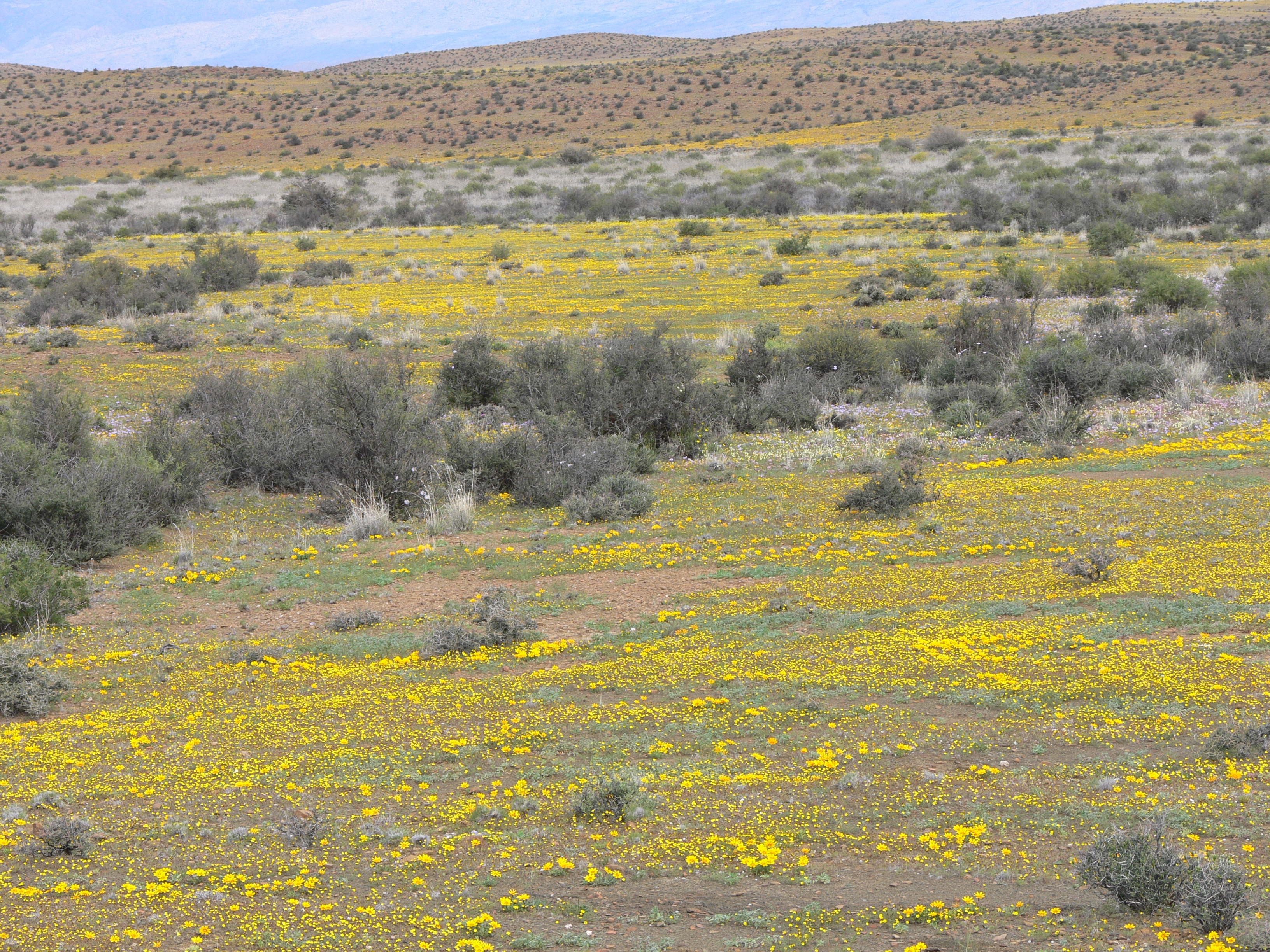
Bei Laingsburg
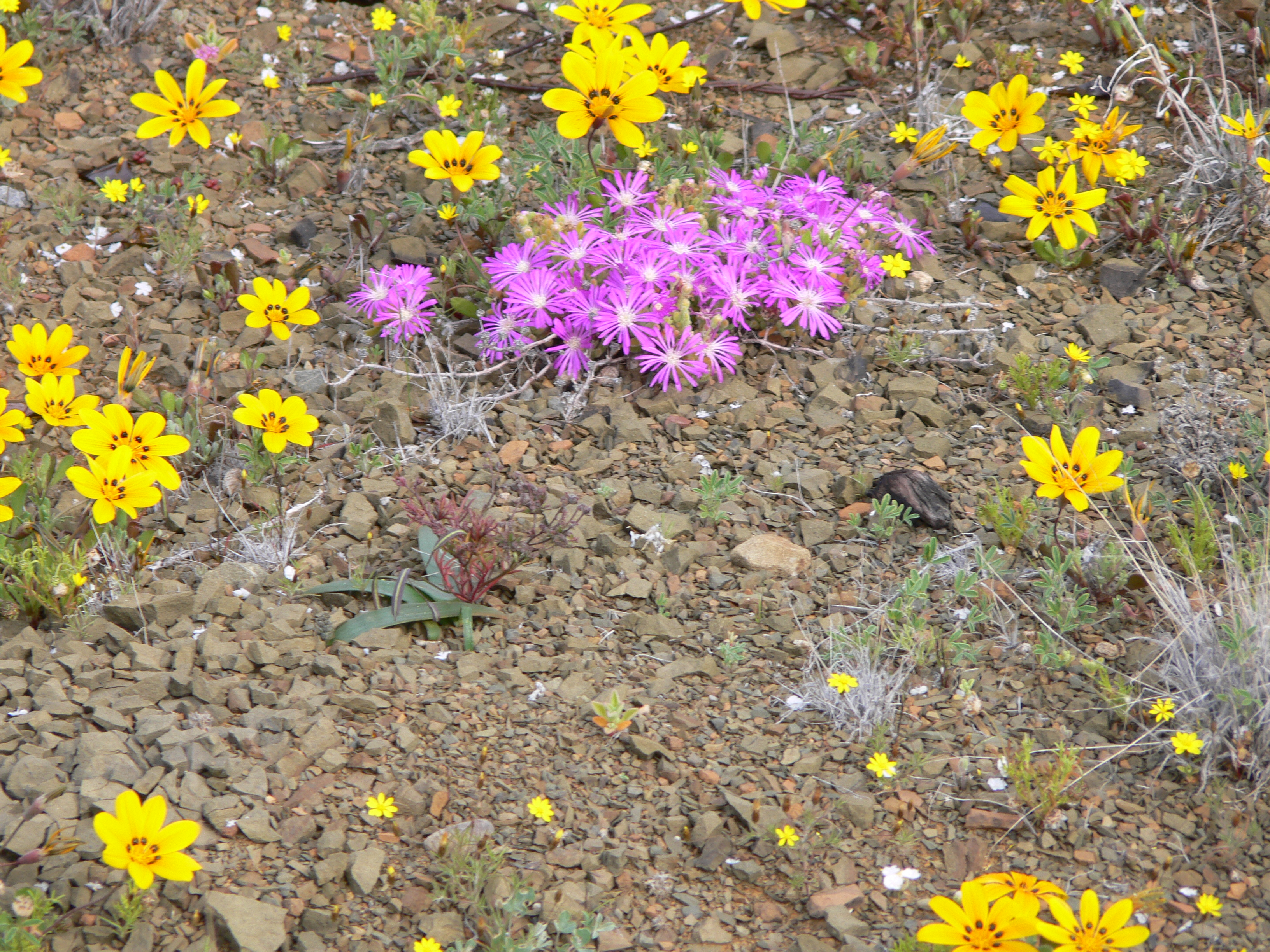
Bei Laingsburg
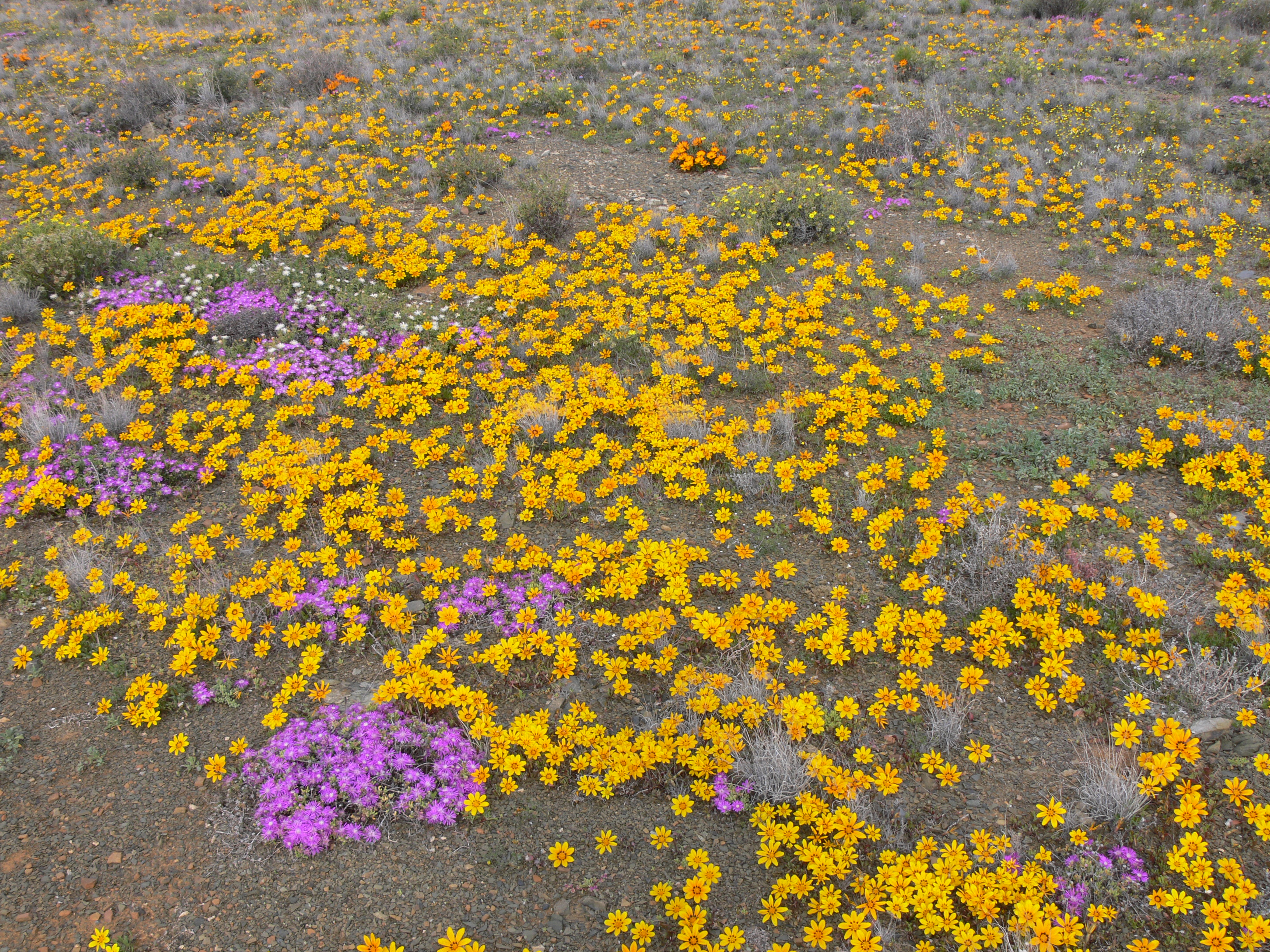
Bei Laingsburg

Ein Teil der Großen Karoo bei Beaufort West ist seit 1979 als Karoo-Nationalpark geschützt. Hier lebt auch Großwild wie Elenantilope, Spießbock, Kap-Bergzebra und das Spitzmaulnashorn. Die Karoo ist auch Heimat einer Reihe von Reptilien. Hier sind beispielsweise die Areolen-Flachschildkröte sowie die kleinste Schildkrötenart überhaupt, die Gesägte Flachschildkröte, beheimatet.

## Geologie
Der Untergrund der Karoo besteht aus Sedimentgesteinen des Perms und der Trias, hauptsächlich Sandsteine, Pelite und Konglomerate, die wiederum Teil der Sedimentfüllung des wesentlich größeren Karoo-Beckens sind. Das Karoo-Becken erstreckt sich über Ostkap hinaus nach Lesotho, in den Freistaat und nach KwaZulu-Natal. Es enthält Ablagerungen, die durch die Aktivität von Gletschern erzeugt wurden, Ablagerungen eines riesigen ehemaligen Sees oder Binnenmeeres und Sedimente einer ausgedehnten ehemaligen Tiefebene, welche meist durch Flüsse, aber zum Teil auch durch Wind abgelagert wurden. Den Abschluss dieser Abfolge bildet eine Basaltdecke.
Für das Ökosystem in der Karoo, wie auch andernorts, ist die regionale Geologie ein wichtiger Faktor. In weiten Teilen der Karoo befinden sich Sandsteine an und nahe der Oberfläche. Sandsteine sind generell porös und daher ausgesprochen wasserdurchlässig. Deshalb kann Regenwasser schnell versickern und das verstärkt die Trockenheit in der ohnehin niederschlagsarmen Region. Nicht zuletzt sind diese klimatischen und geologischen Verhältnisse ursächlich für die spezifische Pflanzen- und Tierwelt der Karoo.

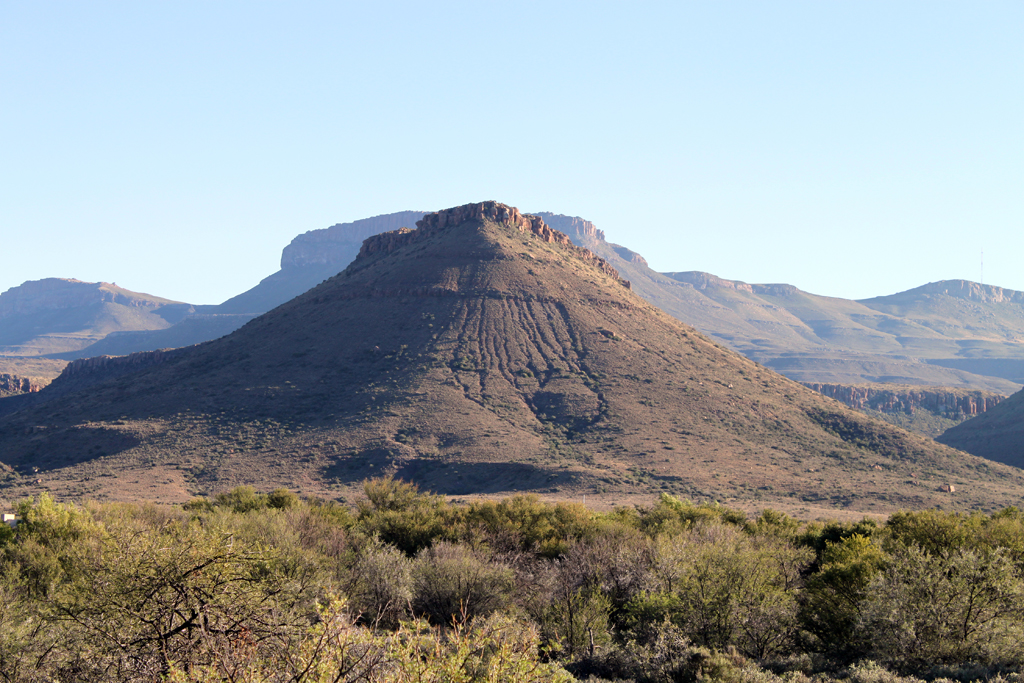
Hügel im Karoo-Nationalpark, Der Hügel besteht überwiegend aus permischen Peliten der Abrahamskraal- oder Teekloof-Formation der Beaufort-Gruppe. Die Hügelkuppe wird von einem relativ festen Sandstein gebildet.
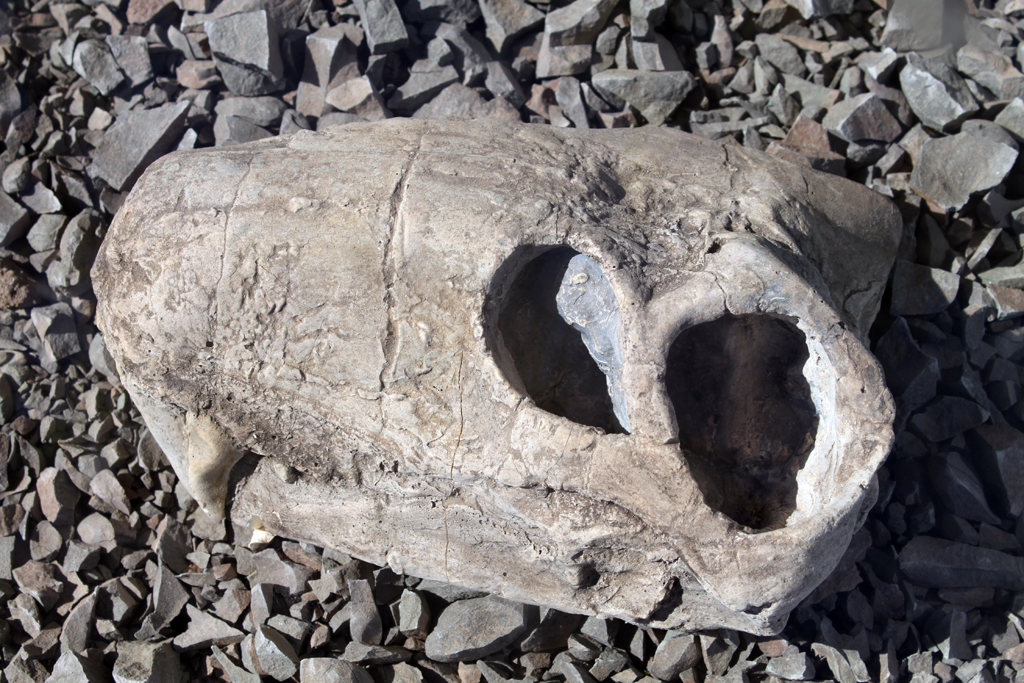
Fossiler Schädel eines Gorgonopsiers ausgestellt im Karoo-Nationalpark nahe Beaufort West, ein relativ typisches Fossil in den Gesteinen der Karoo.